# Simplastrea vesicularis
Simplastrea vesicularis е вид корал от семейство Oculinidae.

## Разпространение и местообитание
Видът е разпространен в Австралия, Индонезия, Малайзия, Папуа Нова Гвинея, Сингапур, Тайланд и Филипини.
Обитава океани и рифове.